# 香雲寺 (岡山市)
香雲寺（こううんじ）は、岡山県岡山市北区御津国ヶ原にある日蓮宗の寺院。山号は瑞林山。旧本山は京都妙覚寺、生師法縁。満願祖師を祀る。

## 歴史
延暦13年（794年）報恩大師が備前四十八ヶ寺の一つとして創建の天台宗寺院が起源。天文年間に領主の松田氏が瑞輪院日徳を開山に日蓮宗へ改宗。寛文年間（1661年－1673年）までに寺号を香雲寺とした。幕末期、願満の祖師が勧請される。

## 寺宝
- 願満祖師像　日蓮宗準宗宝で、備前法華を築いた大覚妙実が日像の依頼で造立し開眼したもの。

## 境内
- 本堂

## 歴代
- 瑞輪院日徳
- 三代徹正

## 周辺施設
- 香雲寺古墳群

## 参考資料
- 日蓮宗寺院大鑑編集委員会『宗祖第七百遠忌記念出版 日蓮宗寺院大鑑』大本山池上本門寺 (1981年)
- 中尾堯『日蓮の寺』東京書籍（1987年）